# Famille Dolto
 (avril 2021).
Si vous disposez d'ouvrages ou d'articles de référence ou si vous connaissez des sites web de qualité traitant du thème abordé ici, merci de compléter l'article en donnant les références utiles à sa vérifiabilité et en les liant à la section « Notes et références ».

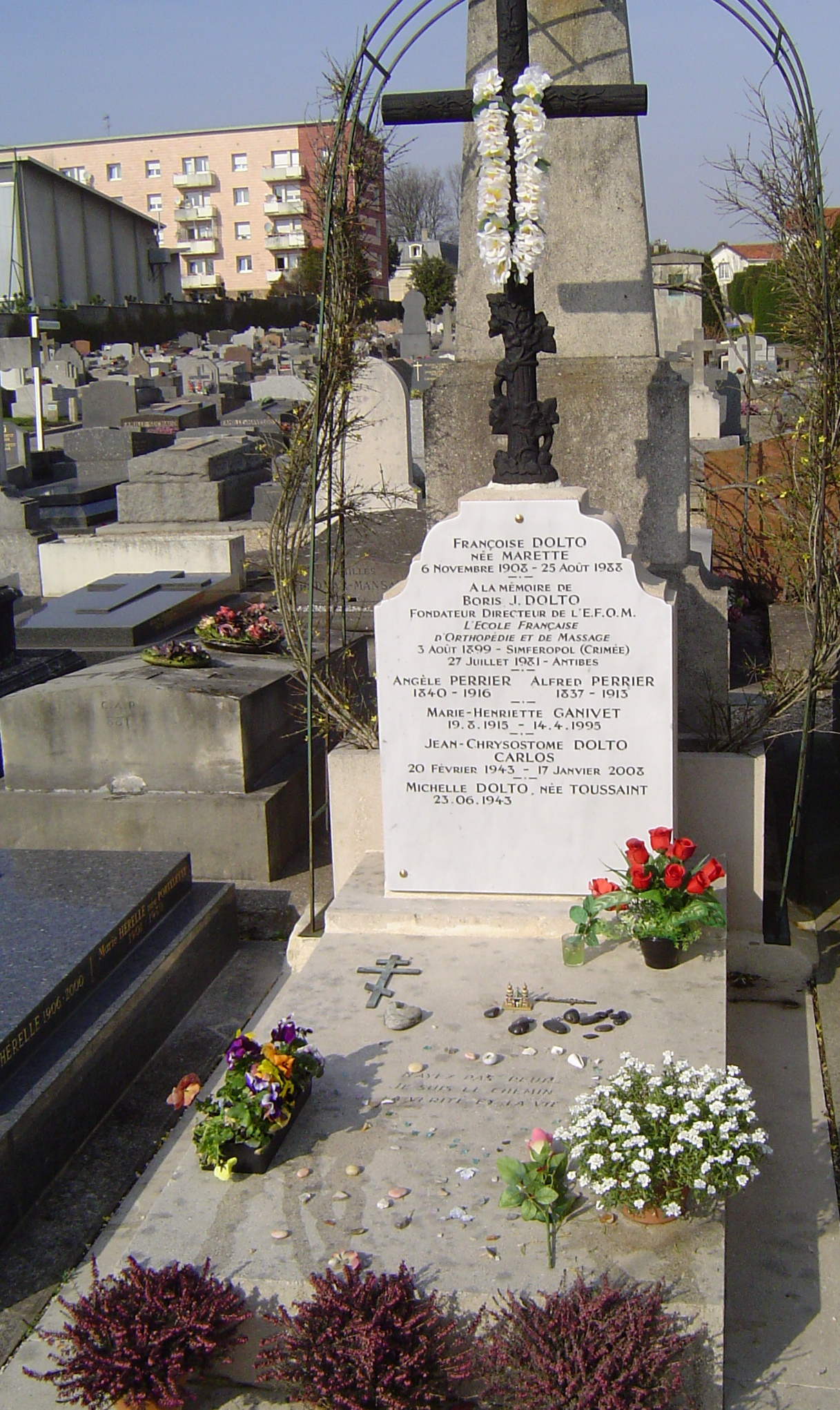
Caveau familial Dolto,
au cimetière de Bourg-la-Reine

La famille Dolto est une famille française d'origine russe. Elle compte depuis le XXe siècle des médecins, des pédiatres, des scientifiques et des artistes.

## Personnalités
Plusieurs membres de la famille Dolto sont notoires :
- Boris Dolto (1899-1981), né en Crimée russe, pionnier de la kinésithérapie en France ;
- Françoise Dolto (1908-1988), médecin, pédiatre et psychanalyste ;
- Carlos (1943-2008), chanteur, acteur ;
- Catherine Dolto (1946-), médecin généraliste, haptopsychothérapeute, écrivain.

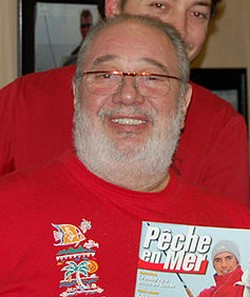
Carlos (1943-2008)
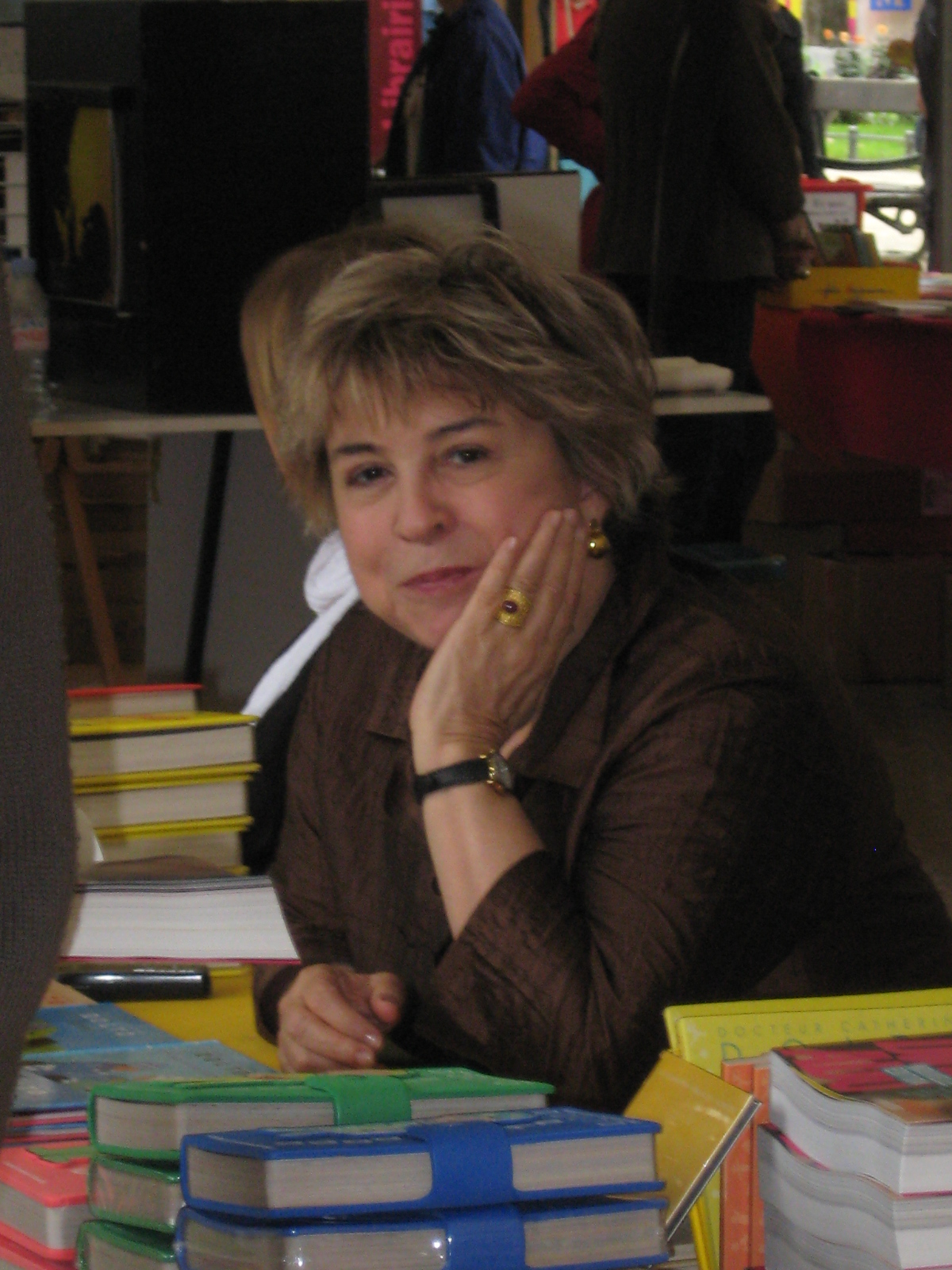
Catherine Dolto (1946)

## Filiation
- Ivan Dolto (vers 1857 à Perekop – ) épouse Nina Iosifovna Dmitrieff (vers 1867 - ).
  - Boris Ivanovitch Dolto (1899-1981), kinésithérapeute. Le 7 février 1942 à Paris, il épouse Françoise Marguerite Marette dite Françoise Dolto (1908-1988), psychanalyste.
    - Jean-Chrysostome Dolto dit Carlos (1943-2008), chanteur, acteur. En 1978, il épouse Michelle Toussaint dite « Mimi ».
    - Grégoire Dolto (28/11/1944), ingénieur, architecte naval. Il épouse Véronique Chatenay.
      - Nicolas Dolto.
      - Sophie Dolto.

    - Catherine Marie Dolto (1946), médecin généraliste, haptothérapeute, écrivain. Elle épouse Alain Cornec.